# Signy-Montlibert
 Signy-Montlibert  es una población y comuna francesa, en la región de Champaña-Ardenas, departamento de Ardenas, en el distrito de Sedan y cantón de Carignan.

## Demografía
| 155 | 142 | 115 | 112 | 97 | 87 |
| Para los censos de 1962 a 1999 la población legal corresponde a la población sin duplicidades (Fuente: INSEE [Consultar]) |     |     |     |    |    |